# Mesencefalo

Il mesencefalo (detto anche "cervello medio") è una struttura facente parte del tronco encefalico (di cui rappresenta la parte più alta).
Esso è coinvolto in varie funzioni encefaliche, tra cui la visione (tramite regolazione di alcuni muscoli estrinseci ed intrinseci degli occhi), la pianificazione e alla regolazione dei movimenti muscolari, nonché i meccanismi di ricompensa tramite la substantia nigra, associata alle vie motorie dei nuclei della base. La dopamina prodotta nella substantia nigra svolge un ruolo nello sviluppo di motivazione e abitudini in molte specie, dagli umani a quelli più elementari come gli insetti.

## Origine
Il mesencefalo origina dalla seconda di tre vescicole che nascono dal tubo neurale e che suddividendosi ulteriormente andranno a costituire le strutture che costituiscono l'encefalo. Caudalmente il mesencefalo si unisce al metencefalo e rostralmente al diencefalo. Nel cervello di un umano totalmente sviluppato, il mesencefalo diventa il meno sviluppato, sia come aspetto che nella sua stessa struttura, delle tre vescicole.
Il mesencefalo umano viene considerato un archipallio dal punto di vista evolutivo, in quanto condivide la sua architettura generale con quella dei vertebrati più antichi. 

## Struttura

### Struttura esterna
Il mesencefalo è una struttura nervosa interposta tra il prosencefalo, che gli è anteriore e superiore, il cervelletto, posteriore e il ponte di Varolio, postero-inferiore. È la porzione più breve del tronco encefalico essendo lunga in media 2 cm ed è contenuto come il resto del tronco encefalico nella fossa cranica posteriore. Nel mesencefalo vengono convenzionalmente distinte due parti, i peduncoli cerebrali, laterali e il tetto del mesencefalo tra essi compreso. I peduncoli cerebrali sono ulteriormente divisi dalla sostanza nera in una parte anteriore detta piede e in una parte posteriore detta parte tegmentale.
A dividere tra loro i peduncoli si trova la fossa interpeduncolare, all'interno della quale scorre liquido cerebrospinale. Il nervo oculomotore esce tra i peduncoli, e quello trocleare è visibile arrotolato attorno l'esterno dei peduncoli. Il tetto del mesencefalo è invece diviso nei collicoli inferiori e superiori che insieme sono chiamati corpi o tubercoli quadrigemini e dall'area pretettale. Essi aiutano a decussare diverse fibre del nervo ottico, e a causa della loro sistemazione controlaterale si forma il chiasma ottico. Comunque alcune fibre mostrano una disposizione anche ipsilaterale, cioè corrono parallele sullo stesso lato senza decussare.
Il tubercolo superiore è coinvolto nei movimenti saccadici dell'occhio, mentre quello inferiore è un punto di sinapsi per le informazioni sonore. Il nervo trocleare esce dalla superficie posteriore del mesencefalo, sotto al tubercolo inferiore. Anteriormente al tetto del mesencefalo decorre lo stretto canale detto acquedotto di Silvio, continuazione antero-superiore del quarto ventricolo, circondato dalla sostanza grigia periacqueduttale.

### Struttura interna
Per semplicità di descrizione si immagina di sezionare il mesencefalo dapprima a metà altezza e poi nella porzione superiore.

#### Porzione media
In una sezione di mesencefalo si distinguono molto bene le due parti di cui è composto: due peduncoli cerebrali, uno per lato, in posizione anteriore, ed un tetto più voluminoso collocato posteriormente. Nei peduncoli cerebrali decorrono il fascio corticospinale, il fascio cortibulbare e il fascio frontopontino. Postero-medialmente ad essi si riscontra ancora qualche nucleo pontino. Dietro di essi si estende una striscia grigiastra ben visibile, la sostanza nera. Tra le due sostanze nere sono accolti i nuclei interpeduncolari mentre dietro di esse decorre il lemnisco mediale. Il peduncolo cerebellare superiore è posteriore ai nuclei interpeduncolari, dietro di esso decorre il fascicolo longitudinale mediale e dietro questo si trova il nucleo trocleare. Dietro al nucleo trocleare, circondato dal grigio periacqueduttale decorre l'acquedotto di Silvio. In direzione medio-laterale a partire dal grigio periacqueduttale si trova la formazione reticolare, il collicolo inferiore, il lemnisco laterale ed i fasci spinotalamico e spinoreticolare. Dietro il collicolo inferiore decorre il braccio del collicolo inferiore.

#### Porzione superiore
La porzione superiore del mesencefalo è allungata in senso trasversale. La porzione anteriore è ancora una volta formata in gran parte dai peduncoli cerebrali, medialmente a questi si trova la sostanza nera, e quindi, ancora più mediale, il voluminoso nucleo rosso. Interposta tra i due nuclei rossi vi è l'area tegmentale mediale, che è da essi separata dalle fibre del nervo oculomotore, il cui nucleo si trova posteriormente e medialmente al nucleo rosso. Posteriormente a ciascun nucleo rosso decorre il fascicolo longitudinale mediale. Dietro il nucleo oculomotore si trova il nucleo di Edinger-Westphal e posteriormente a questo il grigio periacqueduttale con al centro l'acquedotto di Silvio. In direzione medio-laterale a partire dal grigio periacqueduttale si trovano il fascio spinotalamico e spinoreticolare, il lemnisco mediale, il corpo genicolato mediale ed il corpo genicolato laterale. Posteriormente al grigio periacqueduttale si trova il collicolo superiore.